# Italský ohař
Italský ohař (italsky: Bracco italiano) je velké plemeno psa pocházející z Itálie, které bylo vyšlechtěno pro lov pernaté nebo vysoké zvěře. Rozšířený i v Česku.

## Historie

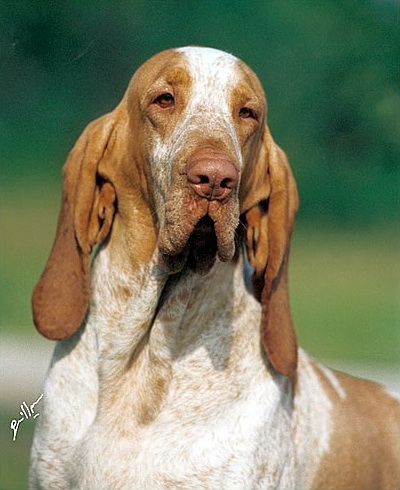
Hlava dospělého italského ohaře

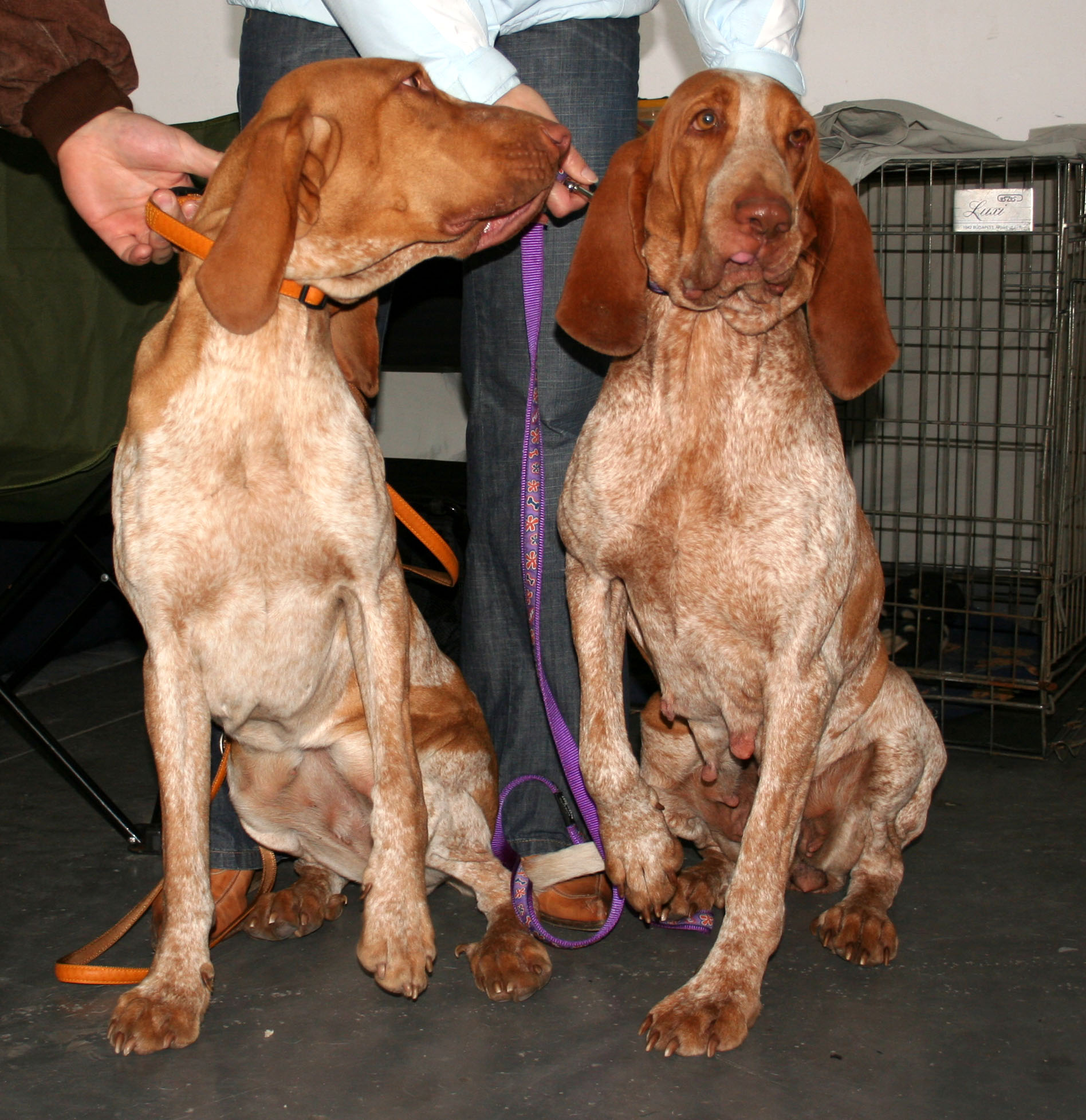
Dva dospělí jedinci

Je to plemeno vyšlechtěné nejspíše v Itálii a to v době okolo 14. století – dokládají to fresky a malby objevené v Itálii ve 14. století, na kterých jsou vyobrazeni psi vzhledem velmi podobní dnešním italským ohařům. Za oficiální dobu vzniku je ale považováno 18. století, kdy u tohoto plemene došlo k největšímu rozkvětu. Právě v této době se totiž začalo s organizovaným chovem. Byl šlechtěn pro lov pernaté nebo vysoké zvěře a cílem chovu také bylo vytvořit psa s velmi jemným čichem a dobrým sluchem.
Právem je italský ohař považován za nejstaršího ohaře v Evropě. Název plemene pochází od antického slova „bracus“, v překladu do češtiny „rychlý, mrštný“.
O jeho předcích se k nám nedochovaly žádné informace, o jeho původu se stále spekuluje a v dnešní době je jen málo italských plemen psů, která by byla takto stará a zároveň nebyla vymřelá. Jako možný předek se nabízí třeba mastifové z Mezopotámie nebo rychlí egyptští chrti.
Člověk, který zaznamenal mnoho faktů o historii tohoto plemene, je pan Beckann, ten například v roce 1895 prohlásil, že "V Benátkách stále nazývají hlasitě honicí psy, tedy honiče, Bracco, a dlouhosrstého ohaře nazývají Spagnola (spinone)". Tito psi byli často portrétování s Ludvíkem XII. nebo Františkem I., oba dva toto plemeno velmi obdivovali. František I. si odvezl z Itálie přes 70 psů tohoto plemene a počet psů, které si odsud odvezl Ludvík XII., je také velký.

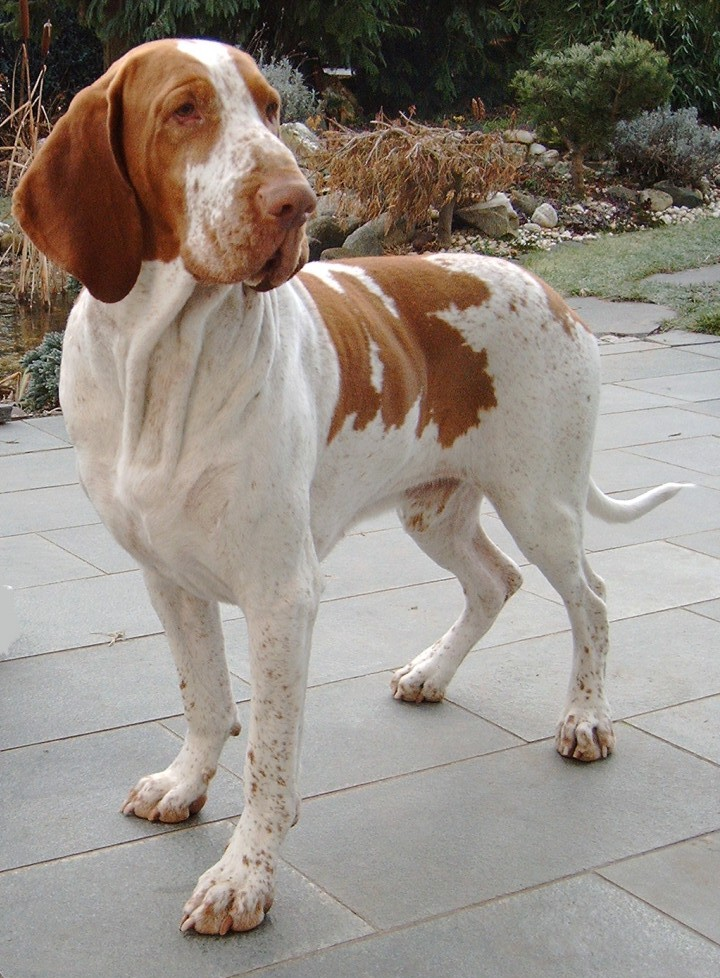

## Povaha
Italský ohař je věrný svému majiteli, také velmi přátelský a milý. Citlivý a s velmi dlouhou pamětí. Je mrštný a rychlý. Baví ho veškerý pohyb, od plavání po dlouhé túry až po psí sporty jako jsou agility nebo flyball. Má také vrozené schopnosti pro přinášení a velmi citlivý nos. Aportování ulovené zvěře ho obzvláště baví, je proto vhodné jej využívat při lovu pernaté zvěře. Je ale i velmi tvrdohlavý.
S dětmi vychází skvěle, ať už jsou v jakémkoliv věku. Pro svoji hravou povahu se k nim hodí, a protože je i citlivý a přátelský, nikdy jim neublíží.
S jinými psy, ať už fenami nebo samci, vychází také velmi dobře a nepřekypuje přespříliš dominantním chováním, proto je vhodné toto plemeno chovat i ve větších skupinách. Jiná domácí zvířata mu nevadí, avšak pokud před ním začnou utíkat, rád je bude pronásledovat, obzvláště zvířata, pro jejichž lov byl šlechtěn, například pernatá zvěř, jako jsou kachny, husy, koroptve a slepice.
K cizím se většinou chová přátelsky a nemá s nimi problém. Jen málo štěká a není to dobrý hlídač.

## Péče

### Péče o srst
Srst italského ohaře je přiléhavá a velmi krátká, nepotřebuje tedy moc péče. Ani nijak extrémně nelíná, stačí ji tedy občas vyčesat. Není dobré ji často mýt šamponem, aby neztratila svoji přirozenou mastnotu, tím by srst zmatněla a byly by způsobeny i četné problémy s kůží.

### Pohyb
Jako každý jiný ohař, i ten italský potřebuje hodně pohybu, a to nejen na vodítku, ale i na volno. Má rád veškerý pohyb, ale jeho láskou je aportování. Je vhodné jej zaměstnat tímto způsobem. Pozor by se měl dávat při koupání, je zde velké riziko zánětu zevního zvukovodu, to hlavně proto, že uši jsou dlouhé a do zvukovodu by mohla natéct voda.

### Péče o uši a drápky
Protože jsou uši velmi dlouhé a plné záhybů, je nutné je často kontrolovat, a to i v záhybech, kde se od vody může vytvořit plíseň nebo holá místa. Uši nesmí smrdět a pes jimi nesmí často poklepávat. Maz z uší se odstraňuje nevlhčeným vatovým tamponem, nikoli vatovými tyčinkami.
Drápky jsou světlé a rychle rostou, občas je potřeba je vlastnoručně ostřihat. Není dobré nechávat je příliš dlouhé.

### Výcvik a výchova
Výcvik i výchova jsou nutností a musí je vést zkušený člověk, který ví, jak na tvrdohlavé psy. Italští ohaři mohou mít sklony k dominantnímu chování, se kterým musí chovatel taktéž počítat a umět zacházet.